# Thinopyrum intermedium
Thinopyrum intermedium (hvedegræs) er en flerårig, urteagtig plante (en græsart) med stift opret til svagt overhængende vækst. Bladene er svagt blågrønne, og akset er sammensat af et stort antal småaks, der sidder stramt op mod stænglen (som hos Spelt). Arten er afprøvet i USA's sydvestlige stater og i flere af Canadas provinser, hvor den viser høj foderværdi og stor evne til at sammenvæve og beskytte jordbunden. Desuden har udvalgte kloner vist sig at producere værdifuldt brødkorn.

## Kendetegn
Thinopyrum intermedium er en staude med en opret til noget overhængende vækst. Skuddene er runde i tværsnit og tynde med tydelige knæ. Bladene er kraftige og ret stive. Nydannede blade har hår langs bladranden, mens de ældre blade er helt hårløse. Begge bladsider er svagt blågrønne. Blomstringen foregår i maj-juli, hvor man finder de stærkt reducerede og uregelmæssige blomster (typiske græsblomster) i endestillede småaks, der tilsammen danner lange, slanke aks. Frøene er nødder (”korn”).
Rodsystemet består af en kort jordstængel og et meget kraftigt og dybtgående filt af trævlede smårødder.
Thinopyrum intermedium når en højde på 1,25 m og en bredde på ca. 0,15 m.

## Hjemsted
Thinopyrum intermedium hører hjemme i forholdsvis fugtige stepper og lyseskove i et stort bælte fra Mellemøsten over Kaukasus til Centralasien og det Indiske subkontinent. I Europa findes den fra Sydvesteuropa, Sydeuropa og Balkanlandene til Mellemeuropa og Østeuropa. Nordgrænsen ligger på en linje mellem Tyskland og Litauen . Arten foretrækker en veldrænet, og let sur til svagt basisk jordbund. Den etablerer sig fint i helt rå jord.

## Galleri
|  |  |  |
|  |  |  |